# Schloss Jägersberg

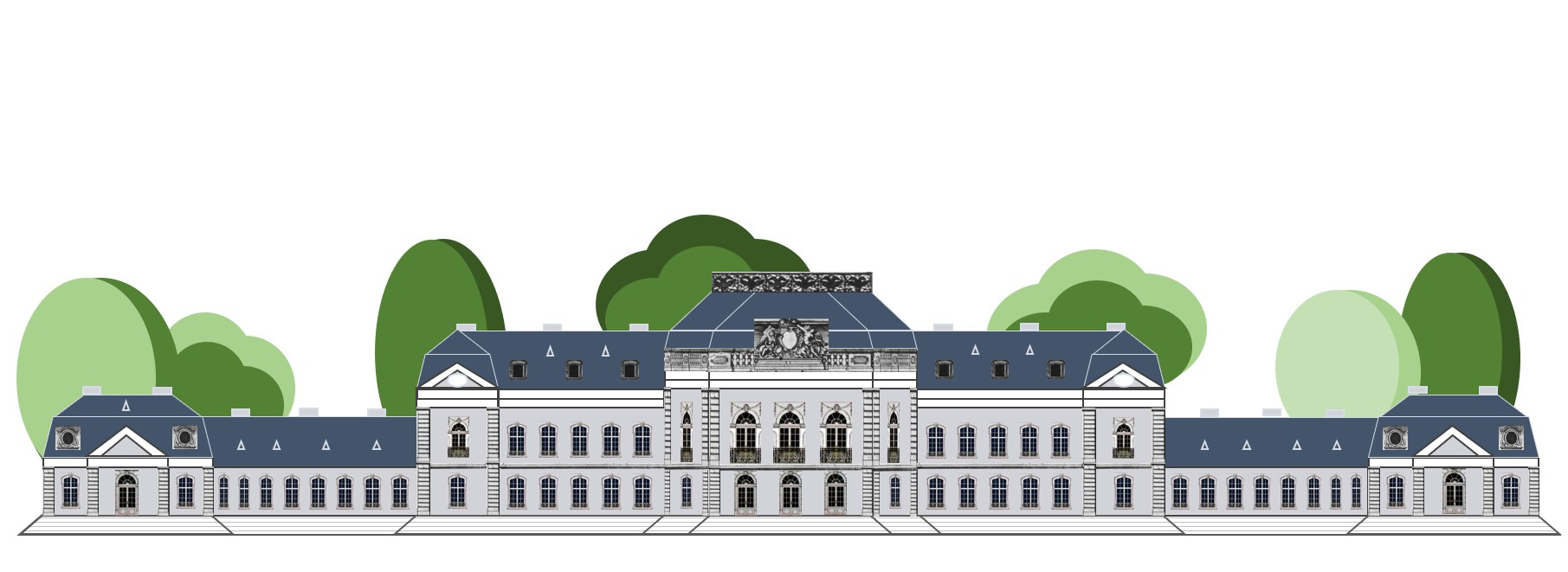
Digitale Rekonstruktion des Schlosses

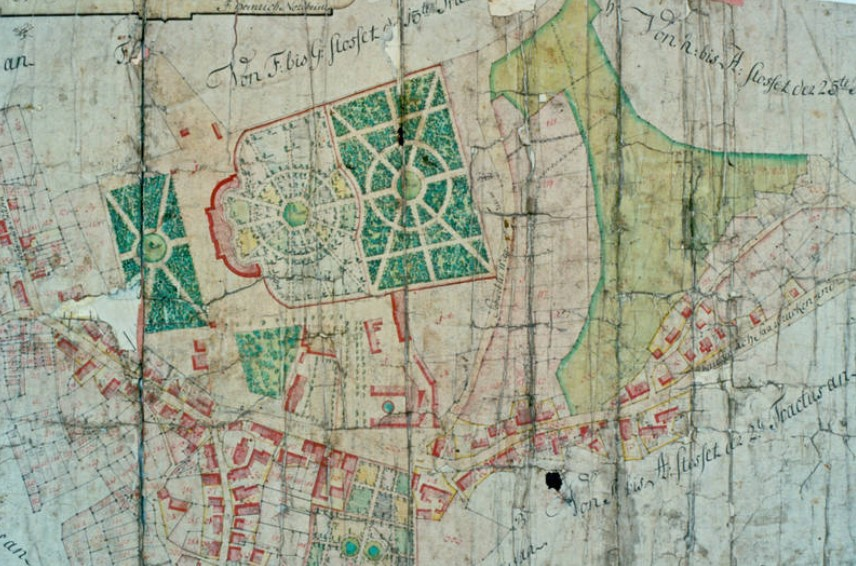
Plan des Schlosses von 1797

Schloss Jägersberg war ein barockes Jagdschloss in der saarländischen Stadt Neunkirchen.

## Geschichte
Das Schloss wurde in den Jahren 1752/53 unter Fürst Wilhelm Heinrich von Nassau-Saarbrücken von Friedrich Joachim Stengel errichtet und in den folgenden Jahren ausgebaut. Es befand sich auf der Höhe der heutigen Schlossstraße in der Nähe des Oberen Marktes. Das Gebäude ersetzte ein älteres Renaissanceschloss in unmittelbarer Nähe des neuen Standortes.
Erste Planungen gab es wahrscheinlich bereits 1749, die endgültigen Pläne für das Schloss entstanden aber erst im Jahr 1752 nach der Rückkehr  des Baudirektors Stengel aus Gotha. Dass Schloss wurde hauptsächlich als Jagdschloss genutzt. Überliefert ist die Feier der Vermählung von Erbprinz Ludwig mit Prinzessin Wilhelmine von Schwarzburg-Rudolstadt im Jahr 1766.
Nach der Französischen Revolution wurde das Schloss 1792 für ein halbes Jahr Zufluchtsort der fürstlichen Familie. Nach der Abreise des Fürsten in das Heilige Römische Reich wurde das Schloss im Mai 1793 überfallen und geplündert. Der zurückgebliebene Erbprinz Heinrich flüchtete über die Mauern, die siebenjährige Erbprinzessin Katharina wurde gefangen genommen.
Der englische Adlige Lord Thornton wollte das Schloss 1802 erwerben und es restaurieren, der Kauf kam jedoch nicht zustande. Im Juli 1803 erwarb der Neunkircher Bürgermeister Franz Couturier zum Preis von 11.000 Franken. In der Folge verfiel das Gebäude bis 1822 und wurde als Steinbruch genutzt. Das Gelände wurde später parzelliert und teilweise überbaut.
Das Gebäude Schlossstraße 22 ist der Mittelrisalit des ehemaligen Schlosses mit veränderter Vorder- und Rückfront. Das Kellergewölbe des Wohnhauses und die der angebauten Nachbarhäuser sind die des Schlosses und stehen unter Denkmalschutz.